# Chronologie du rugby à XIII
Cette page propose un accès chronologique aux évènements ayant marqué l'histoire du rugby à XIII.
2020 - 2010 - 2000 - 1990 - 1980 - 1970 - 1960 - 1950 - 1940 - 1930 - 1920 - 1910 - 1900 - 1890 - Avant 1890

## Années 2020
- 2024 -
- 2023 -
- 2022 -
- 2021 -
- 2020 -

## Années 2010
- 2019 -
- 2018 -
- 2017 -
- 2016 -
- 2015 -
- 2014 -
- 2013 -
- 2012 -
- 2011 -
- 2010 -

## Années 2000
- 14 novembre 2009 -  L'Australie remporte la première édition du tournoi des Quatre-Nations.

- 20 juin 2009 - Les Dragons Catalans rencontrent les Warrington Wolves dans le Stade olympique de Montjuic à Barcelone.

- 29 août 2009 - Intégration du Toulouse Olympique XIII dans le Co-operative Championship (division 2 du championnat anglais), à la suite de l'échec de sa candidature en Super League.

- 22 novembre 2008 - La Nouvelle-Zélande est championne du monde pour la première fois et détrône ainsi l'Australie qui avait remporté les 6 dernières éditions.

- 22 juillet 2008 - À la suite de l'annonce de la Rugby Football League d'agrandir le championnat de Super League à 14 clubs, les Salford City Reds et les Celtic Crusaders sont intégrés à partir de la saison 2009 et toutes les équipes se trouvent protéger de relégation pendant 3 ans grâce au système de franchise.

- 25 août 2007 - Première finale de Challenge Cup pour les Dragons Catalans, ils s'inclineront logiquement 30 à 8 face Saint Helens.

- 25 novembre 2006 -  L'Australie remporte pour la troisième fois le tournoi des Tri-Nations.

- 10 novembre 2006 -  La Rugby League International Federation annonce qu'elle invite la France pour le prochain tournoi des Tri-Nations qui aura lieu en 2009. Le tournoi se nommera dorénavant le Tournoi des Quatre Nations.

- 11 février 2006 - Premier match et première victoire en Super League pour les Dragons Catalans face aux Wigan Warriors.

- 27 novembre 2005 - La Nouvelle-Zélande remporte pour la première fois le tournoi des Tri-Nations.

- 5 novembre 2005 - La France est championne d'Europe pour la septième fois de son histoire.

- 27 mai 2005 - La candidature des Gold Coast Dolphins pour participer à la National Rugby League 2007 est acceptée, le championnat australien passera de 15 à 16 équipes et les Dolphins se transformeront en Titans.

- 2005 - Création du club des Dragons Catalans (sur la base de l'Union Treiziste Catalane) pour évoluer en Super League.

- 27 novembre 2004 -  L'Australie remporte pour la deuxième fois le tournoi des Tri-Nations.

- 7 novembre 2004 - L'Angleterre est championne d'Europe pour la quatorzième fois de son histoire et la troisième consécutive.

- 2004 - L'équipe française de l'Union Treiziste Catalane est acceptée pour jouer la Super League 2006.

- 15 novembre 2003 - L'Angleterre est championne d'Europe pour la treizième fois de son histoire et la deuxième consécutive.

- 25 novembre 2000 - L'Australie est championne du monde pour la neuvième fois de son histoire et la sixième consécutive. Cette coupe du monde se déroulant en Angleterre est un fiasco financier et populaire.

## Années 1990
- 5 novembre 1999 -  L'Australie remporte la première édition du tournoi des Tri-Nations.

- 1998 - Création d'un championnat unifié en Australie (accord Australian Rugby League/Super League).

- 1997 - La Super League est autorisée en Australie. Disparition du Paris Saint-Germain Rugby League.

- 29 mars 1996 - Au stade Charléty, le Paris Saint-Germain Rugby League reçoit Sheffield pour l'ouverture de la Super League Europe.

- 23 février 1996 - Coup d'envoi de la Super League australienne bloquée par la justice australienne. Cette décision renforce l'autorité de l'Australian Rugby League et contrarie les projets mondiaux de la Super League.

- 23 décembre 1995 - Création du Paris Saint-Germain Rugby League qui doit disputer la division européenne de la Super League avec 11 équipes anglaises.

- 19 décembre 1995 - 10 nations quittent l'International Board pour créer le World Super League International Board à l'initiative du magnat américain d'origine australienne Rupert Murdoch.

- 10 août 1995 - A Perpignan, débutent les premières rencontres de la France Rugby League.

- 24 mai 1995 - Création à Villeneuve-sur-Lot, de la France Rugby League.

- 10 avril 1995 - Rupert Murdoch affirme son intention de création d'une Super League mondiale de rugby à XIII qui remettrait en cause les compétitions existantes en Australie, Nouvelle-Zélande et Grande-Bretagne. Ces propositions qui entament l'autorité de la fédération australienne opposé à ce projet, reçoit un accueil favorable de la fédération britannique et néo-zélandaise.

- 4 décembre 1994 - A Béziers, l'Australie bat, sur un score historique, 74 à 0, le XIII de France.

- 7 novembre 1994 - Jacques Fouroux dévoile au grand public son projet de France Rugby League.

- 3 juin 1994 - Décès de la légende Puig-Aubert.

- 4 juin 1993 - Un arrêt de la Cour de Cassation rejette le pourvoi en cassation de la FFR (XV) et la condamne pour avoir voulu interdire l'utilisation du mot "rugby" par la Fédération de Rugby à Treize.

- 1990 - Le Bureau International décide que le nombre de remplaçants est porté de 2 à 4.

## Années 1980
- 2 août 1989 - Par arrêté du 2 août 1989, la délégation est accordée par le ministère de la Jeunesse et des Sports à la Fédération de Rugby à XIII pour la pratique sportive du Jeu à XIII.

- 7 avril 1989 - Victoire de l'équipe de France après 23 ans d'insuccès en Grande-Bretagne, face aux Lions.

- 1983 - L'essai est porté à 4 points.

- 1981 - La finale du championnat de France, US Villeneuve XIII - XIII Catalan, est interrompue pour cause de bagarre, titre non attribué.

- 1980 - Les traditionnelles rencontres inter-états: New South Wales contre Queensland depuis le 11.08.1908 changent de formule; le State of Origin est né et devient l'évènement majeur dans la saison treiziste en Australie.

## Années 1970
- 1979 - La Papouasie-Nouvelle-Guinée devient membre de l'International Board.

- 1977 - Le Championnat du monde, se déroule aux antipodes.

- 1976 - Le règle de la pénalité différentielle est introduite pour les fautes techniques en mêlée.

- 1975 - La Coupe du monde change de format, devient Championnat du monde, se déroule aux antipodes et en Angleterre, voit l'entrée de l'équipe nationale galloise.

- 1974 - La valeur du drop-goal est réduite à 1 point.

- 1973 - Création de la BARLA (British Amateur Rugby League).

- 1972 - La règle du quatrième placage est remplacée par la règle du sixième placage.

-  La Coupe du monde se déroule en France.
- 1970 - La Coupe du monde se déroule en Angleterre.

## Années 1960
- 1969 - Angleterre: constitution de la fédération des étudiants joueurs de Rugby à XIII, acceptation par les autorités de l'enseignement supérieur.

- 1968
  - La FFJ XIII décide de prendre l'appellation FFR XIII, mais refus du Ministre des Sports.
  - La Coupe du monde a lieu aux antipodes, le 10 juin la finale à Sydney-Sydney Cricket Ground oppose l'Australie (capitaine J. Raper): 20 à la France (capitaine G. Aillères): 2.

- 1967 - Angleterre: les matchs des clubs professionnels sont, pour la 1re fois, autorisés le dimanche.

- 1966 - Introduction de la règle de quatre placages successifs pour chaque équipe attaquante avant remise du ballon à l'équipe adverse.

- 1964 - Introduction du remplacement des joueurs blessés durant uniquement la 1re mi-temps.

- 1963 - L'Afrique du Sud effectue une tournée en Australie et en Nouvelle-Zélande, mais les règles raciale sont appliquées pour le rugby à XIII. Il sera interdit en Afrique du Sud.

- 1960 - Octobre - 3e édition, en Angleterre, de la Coupe du monde.

## Années 1950
- 1958 - A Brisbane, 2e test match, Australie: 25 - Gde Bretagne: 18 ; la Gde Bretagne termine la rencontre avec seulement 8 joueurs valides, ce fait aura des répercussions en 1964.

- 1957 - Juin - 2e édition, en Australie, de la Coupe du monde de rugby à XIII.

- 1956 - Angleterre: les matchs des clubs amateurs sont, pour la 1re fois, autorisés le dimanche.

- 1954
  - Coupe du monde 
    - Le 13 novembre à Paris-Parc des Princes (30.368 spectateurs payants), la finale oppose la Grande-Bretagne (capitaine D. Valentine (Écossais)): 16 à la France (capitaine Puig Aubert) : 12.
    - 1re édition de la Coupe du monde de rugby à XIII, due à l'initiative de la LFR XIII/FFJ XIII soutenue par la RFL; Elle se déroule en France du 30 octobre au 13 novembre 1954.

  - 5 mai - La finale de la coupe d'Angleterre, après le mach nul (4 - 4) à Londres-Wembley du 4 mai (81.841 spectateurs payants), est rejouée à l'Odsal Stadium de Bradford entre Halifax: 4 et Warrington: 8. Cette re-finale a lieu devant 102.569 spectateurs recensés.

- 1951 - 1re tournée du XIII de France en Australie et Nouvelle-Zélande (la grande aventure sans d'importants moyens et pour 2,5 mois). Le français Puig-Aubert se révèle être l'un des plus grands arrières de tous les temps; Il est élu cette année-là, par le journal l'Équipe, sportif de l'année en France.

## Années 1940
- 1949
  - 7 mai  - 1re fois que la finale de la Coupe d'Angleterre dépasse les 95 000 spectateurs payants à Londres-Wembley : Bradford Northern: 12 - Halifax : 0, 95.050 spectateurs payants.
  - 22 avril - La Ligue Française de Rugby à XIII devient la Fédération Française de Jeu à XIII avec groupement professionnel (Journal Officiel) mais l'association loi de 1901 concernant le groupement professionnel "Ligue de Rugby à XIII" ne sera pas créée.

- 1948
  - 3 juillet - Congrès à Arcachon de la LFR XIII : les congressistes
    - Adoptent, sous la pression du gouvernement et de la FFR, une nouvelle dénomination pour la fédération : Fédération Française de Jeu à XIII.
    - Créent un statut semi-professionnel ("les indépendants") pour les joueurs de la Division Nationale dont sa gestion est confiée à la Commission de la Ligue Française de Rugby à Treize.

Cependant ils ne créent pas l'association loi 1901 "Ligue de Rugby à XIII" prévue et stipulée au protocole FFR/République/LFR XIII du 10 juillet 1947.
- - 1er mai - 1re télédiffusion de la finale de la Coupe d'Angleterre en direct de Londres-Wembley par la BBC à destination d'uniquement la région des Midlands.
  - Janvier - Création, à l'initiative de la LFR XIII, de l'International Rugby League Board à Bordeaux (devenu Fédération Internationale de Rugby à XIII en 1999).

- 1947 - 10 juillet - Signature du 1er protocole FFR/République/LFR XIII pour régir les relations entre la LFR XIII et la FFR.

- 1946 - Création du Lance Todd trophy attribué au meilleur joueur de la finale de la Coupe d'Angleterre, le 1er à le recevoir est le joueur Billy Stott (Wakefield Trinity) lors de la finale du 4 mai (Wakefield Trinity : 13 - Wigan : 12)

- 1945
  - 20 mai - 1re finale du Championnat de France de reprise de la LFR XIII et d'après la 2e Guerre mondiale : AS Carcassonne : 13 - Toulouse Olympique: 12 à Perpignan-J.Laffont.
  - 13 mai - 1re finale de la Coupe de France de reprise de la LFR XIII et d'après la 2e Guerre mondiale : XIII Catalan : 27 - AS Carcassonne: 18 à Paris.

- 1944
  - Octobre - Reprise des compétitions de Rugby à XIII en France mais des clubs ne réintègrent pas la LFR.13 et restent dans le rugby à XV (exemples : RC Narbonne, CA Brive…).
  - 17 septembre - Réactivation de la Ligue Française de Rugby à XIII à Toulouse puis Albi.

- 1941 à 1944 - En Angleterre, en raison de ce qui est la 2e Guerre mondiale, la RFL et la RFU ont réduit leurs activités (championnats, coupes, tournois mais les titres sont attribués sauf la Coupe en 1940). Dans les armées, c'est aussi la réduction de l'activité rugby, des rencontres XIII / XV ont parfois lieu entre soldats et, en 1943 à Headingley : défaite du Northern Command Army rugby league team face au Northern Command Army rugby union team (18-11, règles rugby union), en 1944 à Bradford : victoire du Combined Services RL team face au Combined Services RU team (15-10, règles rugby league).

- 1941 - 29 décembre - Décret de dissolution de la Ligue Française de Rugby à XIII par le Gouvernement de Vichy et sa Révolution nationale (Journal Officiel janvier 1942).

- 1940
  - 22 octobre à Décembre - La grande majorité des clubs de la LFR.13 bacule dans le jeu de rugby à XV joueurs : création de nouvelles associations avec ou intégration dans des clubs de ce rugby ou redénomination en et prise des statuts des clubs de ce rugby.
    - La LFR XIII comptait 13 clubs Nationaux et de 142 à 146 clubs strictement Amateurs, soit au total de 155 à 159 clubs.

  - 15 octobre - La Ligue Française de Rugby à XIII, à la suite de réunions avec le Gouvernement de Vichy, supprime toutes ses compétitions, excepté pour les juniors qui restent autorisées.

## Années 1930
- 1939 - 16 avril - Le XIII de France est Champion d’Europe de rugby à XIII.

- 1935
  - Création, à l'initiative de la LFR XIII, du championnat d’Europe entre la France, l'Angleterre et le Pays de Galles.
  - 5 mai - 1re finale de la Coupe de France: US Lyon Villeurbanne: 22 - XIII Catalan: 7 à Toulouse.
  - Désignation aux points, à l'issue de la phase des rencontres, du 1er Champion de France, Champion : SA Villeneuvois XIII (14 victoires, 3 nuls, 1 défaite, 49 points).

- 1934
  - Octobre - Création du 1er Championnat (10 clubs) et de la 1re Coupe de France de rugby à XIII
  - Fin mai à septembre - Constitution de 10 clubs dit "Pros" et de 19 clubs Amateurs; ce sont des clubs qui basculent de la FFR à la LFR.13 ou qui sont soit créés par des ex-dirigeants de clubs de la FFR ou par des personnes conquises par ce nouveau jeu.
  - 15 avril - 1re rencontre entre la France: 21 et l'Angleterre: 32 à Paris-Stade Buffalo.
  - 6 avril - Création de la Ligue française de rugby à XIII.
  - 5 mars - Début de la tournée en Angleterre des Pionniers (16 joueurs recrutés par Jean Galia).

- 1933
  - 31 décembre - 1er match de rugby à XIII joué en France. L'Australie  bat l'Angleterre 63 à 13 dans un match démonstration au Stade Pershing à Paris.
  - Création à Londres de son 1er club de rugby à XIII: London Highfield.

- 1930 - La "Grande Bretagne" et Australie sont obligées de disputer un 4e test pour désigner le vainqueur des Ashes (le 3e s'étant soldé par un résultat nul: 0 à 0). La "Grande Bretagne" remporte les Ashes 3 tests à 0.

## Années 1920
- 1929 - Organisation de la 1re finale de la Coupe d'Angleterre.

- 1927 - 1re radiodiffusion de la finale de la Coupe d'Angleterre par la BBC.

- 1922 - La Northern Rugby Football Union change de dénomination et devient la Rugby Football League.

- 1921 - Harold Buck est le 1er joueur dont le transfert d'un club à un autre (Hunslet à Leeds) est monnayé (1,000£).

## Années 1910
- 1916 à 1919 - La Northern Rugby Football Union supprime, en raison de la Première Guerre mondiale, toutes ses compétitions officielles.
- 1910 - 4 juin - 1re tournée de la "Grande-Bretagne" en Australie et Nouvelle-Zélande.

## Années 1900
- 1908
  - Australie: 
    - Création du championnat de Nouvelle-Galles du Sud de rugby à XIII.
    - 1er test match des Kangourous contre la Nouvelle-Zélande (10-11).
    - 11 août - 1er match de Rugby à XIII inter-états: New South Wales contre Queensland (dont la formule évoluera sur 1 ou 2 ou 3 matchs annuel(s) de 1908 à 1979) au Sydney Agricultural Ground de Sydney.

  - Europe:
    - 1re tournée des Kangourous en "Grande-Bretagne".
    - À Londres, pour le premier test entre l'Australie et l'Angleterre, match nul 22 à 22.
    - Hunslet est le 1er club qui remporte les 4 coupes : la Challenge Cup, le Championship Trophy, la Yorkshire County Challenge Cup et le Yorkshire County Championship.

- 1907
  - Un homme d'affaires néo zélandais: A H Baskerville et un joueur de la 1re tournée des All-Blacks de Nouvelle-Zélande en Grande-Bretagne : G. Smith organisent une tournée en Angleterre pour découvrir rugby à XIII (ce jeu avait impressionné des hommes d'affaires néo zélandais et des joueurs All-Blacks de la tournée de 1905). L'équipe formée comprend des joueurs quinzistes néo zélandais (dont des All-Blacks) et australiens mais aussi les jeunes australiens Dally Messenger et Lance Todd. Celle-ci, plus connue sous le nom des “All Gold”, remporte 19 matchs sur 35 disputés. De retour aux antipodes, ces hommes introduisent et propagent le "néo-rugby" en Nouvelle-Zélande et Australie.
  - Introduction du Rugby à XIII au Pays de Galles et 2 clubs de la WRFU : Ebbw Vale, Merthyr Tydfil basculent dans la NRFU.

- 1906 - la NRFU 
  - Réduit ses équipes de 15 à 13 joueurs
  - Supprime la mêlée ouverte, remplacée par un tenu (le Play the ball)
  - C'est la Naissance du Rugby à XIII.

- 1904 - 1er match international: Angleterre: 3 - Autres Nationalités: 9 à Wigan.

## Années 1890
- 1899 - Introduction par la NRFU du professionnalisme à plein temps pour les joueurs de ses clubs.

- 1897 - 1re finale de la Coupe d'Angleterre NRFU: Batley : 10 - St Helens: 3 à Leeds (13.492 spectateurs payants).

- 1896 - Désignation aux points, à l'issue de la phase des rencontres, du 1er Champion d'Angleterre de la NRFU (règles de la RFU et 15 joueurs), Champion: Manningham of Bradford (33 victoires, 9 défaites, 66 points).

- 1895
  - 7 septembre - La Northern Rugby Football Union (NRFU) démarre une compétition à quarante deux matchs (règles de la RFU et 15 joueurs).
  - 29 août - Au George Hôtel d'Huddersfield, les vingt clubs du Yorkshire et du Lancashire font sécession et créent une fédération autonome, la Northern Rugby Football Union.
  - 19 juillet - Vingt clubs du Yorkshire (Batley, Bradford, Brighouse Rangers, Halifax, Huddersfield, Hull, Hunslet, Leeds, Liversedge, Manningham et Wakefield) et du Lancashire (Broughton Rangers, Leigh, Oldham, Rochdale, Saint Helens, Tyldesley, Warrington, Widnes et Wigan) décident de payer le "manque à gagner" (six shillings) à leurs joueurs.

- 1890 - Dissensions en Angleterre entre les clubs du nord, qui souhaitent rembourser à leur joueurs le manque à gagner dû aux entrainements et aux matchs, et ceux du sud, qui défendent l'amateurisme pur.

## Avant 1890
- Voir Chronologie du rugby à XV